# Barnim II de Poméranie
Pour les articles homonymes, voir Barnim.
Barnim II de Poméranie (en polonais Barnim II, en allemand Barnim II.) est né vers 1277 et est décédé le 28 mai 1295. Il est co duc de Poméranie occidentale (Szczecin).
Barnim II est le fils de Barnim Ier le Bon et de sa troisième épouse Mathilde de Brandenbourg-Salzwedel. Il est le demi-frère cadet de Bogusław IV de Poméranie et le frère aîné d’Otto Ier. À la mort de Barnim Ier en 1278, Bogusław devient le protecteur de ses demi-frères.
Barnim II est tué le 28 mai 1295 par le chevalier Widante de Mokrawic (Widante z Mokrawic) dont il avait séduit l’épouse. Il ne laisse aucun descendant.

## Source
- (de) U. Madsen , Barnim II. Herzog von Pommern-Stettin (niem.)